# Steven MacLean
Steven Glenwood MacLean (Ottawa, 14 de dezembro de 1954) é uma astronauta canadense.
Formado e com doutorado em Física, MacLean foi um dos seis candidatos a astronauta selecionados pelo Conselho Nacional de Pesquisa do Canadá em 1983. Ele começou os treinamentos em fevereiro de 1984 e em dezembro de 1985 foi qualificado como especialista de carga canadense designado para ir ao espaço com o conjunto de experimentos canadense CANEX-2. Ele deveria ter ido ao espaço em 1987, mas sua missão foi cancelada devido ao desastre da nave Challenger em 1986.
Sua primeira missão ocorreu então em outubro de 1992, a bordo da STS-52 Columbia, que colocou satélites em órbita. Nos quatorze anos seguintes, ele trabalharia apenas em terra. Em abril de 1994, depois de trabalhar e supervisionar diversos aspectos técnicos relativos ao braço robótico canadense do ônibus espacial, MacLean foi designado diretor-geral do programa canadense de astronautas.
Em julho de 1995, entretanto, ele foi selecionado para o treinamento de astronautas da NASA, em Houston, onde após dois anos de treinos e avaliação, foi qualificado para voo como especialista de missão, inicialmente trabalhando em terra na área de robótica do departamento de astronautas da agência e como CAPCOM - comunicador de vôo - em missões do programa do ônibus espacial.
Em setembro de 2006, MacLean voltou ao espaço como especialista de missão da tripulação da STS-115 Atlantis, primeira missão de montagem da ISS depois do acidente com a nave Columbia e onde ele se tornou o primeiro canadense a operar o braço robótico Canadarm2 da estação orbital. Em 13 de setembro, ele realizou sua primeira caminhada espacial, num total de sete horas, para ativar painéis solares instalados na estrutura da estação.